# 国鉄ホキ2200形貨車
国鉄ホキ2200形貨車（こくてつホキ2200がたかしゃ）は、日本国有鉄道（国鉄）が粉粒体農産物のバラ積み輸送用として、1966年（昭和41年）から製作した 30 t 積の貨車（ホッパ車）である。

## 概要
物資別適合輸送の主旨に基づき、小麦・トウモロコシなどの輸入穀物をバラ積み輸送（バルキー輸送）する専用貨車として開発された車両である。1966年（昭和41年）から1974年（昭和49年）にかけて1,160両（ホキ2200 - ホキ2499, ホキ12200 - ホキ13059）が川崎車輌・川崎重工業・三菱重工業・日立製作所・日本車輌製造で製造された。
記号番号表記は特殊標記符号「オ」（全長 12 m 以上）を前置し「オホキ」と標記する。
穀物や飼料などの粉粒体農産物輸送にあっては、従前より袋詰めのうえで汎用の有蓋車に積載する輸送方法がとられてきた。これは荷役に多くの労力と時間を要し、輸送量自体も漸次増大してきた情勢下にあって、輸送効率の改善は喫緊の課題であった。
1963年（昭和38年）にサッポロビールが自社原料輸送用としてホキ6600形ホッパ車（麦芽専用）を製作した。これはバラ積みされた積荷の品質を保持するため種々の対応がなされた車両で、同形式の運用事例をも参考にし、各種穀物輸送に汎用的に使用可能なホッパ車として国鉄が開発した車両がホキ2200形である。

## 構造

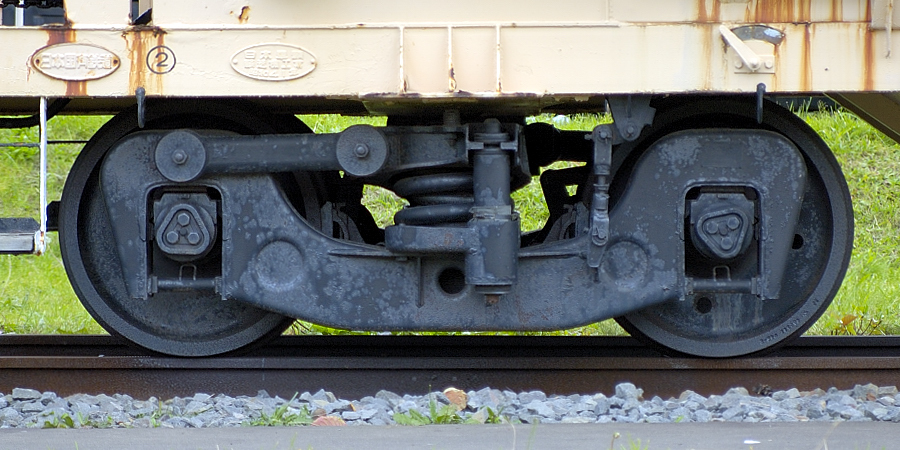
ホキ2200形のTR211形台車
（2007年10月
小樽市総合博物館）

車体形状は車両限界を最大限に活用した卵形断面を採用して容積を確保している。ホッパは仕切り板で前後2室に分けられ、底面取出口は漏斗状で傾斜角は35度となった。積載装置であるホッパ内部には防錆のためにエポキシ樹脂でコーティングが施され、側面には積荷の温度上昇を防ぐため遮熱板が取り付けられている。荷重は 30 t 、設計比重は0.6、実容積は50.0 m3である。
外部塗色は車体外部がクリーム4号、台車は黒色である。車体の両側にデッキ、片側に留置用の手ブレーキを備える。
台車は高圧ガスタンク車の走行性能改善を目的として開発された TR95 系試作台車が試作車に採用され、初期量産車はそれを量産化した TR207 形、後期車は軸箱装置を密封形ころ軸受に変更した TR211 形を用いた。既存車も軸箱装置を改造して全車が TR211 形に統一された。最高速度は 85 km/hである。

## 製作時期別詳説

### 試作車
1966年に試作車としてホキ2200 - 2205の6両が製造された。このうち三菱重工業製のホキ2202・2203はホッパの遮熱板を無塗装の亜鉛めっき鋼板としたが、後に一般車と同じくクリーム色に塗装された。台車はTR95A形であった。
各年度による製造会社と両数は次のとおりである。
- 1965年（昭和40年度） - 6両
  - 川崎車輛 2両 （ホキ2200 - ホキ2201）
  - 三菱重工業 2両 （ホキ2202 - ホキ2203）
  - 日立製作所 2両 （ホキ2204 - ホキ2205）

### 前期量産車
ホキ2200形の量産型として、1966年から1967年にかけてホキ2206 - 2395の190両が製造された。台車はTR95A形を量産化したTR207形・TR207A形で、ホキ2206 - 2295がTR207形、ホキ2296 - 2395がTR207A形である。後年にころ軸受のTR211形に変更された。
各年度による製造会社と両数は次のとおりである。
- 1965年（昭和40年度） - 90両
- 第三次債務車
  - 日本車輌製造、輸送機工業  35両 （ホキ2206 - ホキ2240）
  - 川崎車輛、富士車輌、ナニワ工機  55両 （ホキ2241 - ホキ2295）
- 1966年（昭和41年度） - 80両
- 本予算車
  - 川崎車輛、富士車輌、ナニワ工機  20両 （ホキ2296 - ホキ2315）
  - 日立製作所 20両 （ホキ2316 - ホキ2335）
- 第三次債務車
  - 日立製作所 60両 （ホキ2336 - ホキ2395）

### 大型積込口装備車
従来は丸型の積込口が4個設けられていたが、1967年製造のホキ2396 - ホキ2465の70両は長円形の大型積込口2個に変更された。台車はころ軸受のTR211形に変更され、従来車もこの台車に改造された。積込口の大型蓋は軽量化のためFRP製とされたが、重さが丸蓋の倍となる約40 kgであったため作業者からは不評とされ、大型積込口車は量産化されなかった。
各年度による製造会社と両数は次のとおりである。
- 1967年（昭和42年度） - 70両
  - 日立製作所 70両 （ホキ2396 - ホキ2465）

### 後期量産車
1967年から1974年にかけてホキ2466 - 2499、12200 - 13059の894両が製造された。台車はころ軸受のTR211形であるが、積込口は初期型と同じ丸型4個に戻されている。従来は台枠が黒色塗装であったが、ホキ12506以降は台枠が車体と同じクリーム色になり、従来車も同様に塗装変更された。
各年度による製造会社と両数は次のとおりである。
- 1967年（昭和42年度） - 110両
- 第一次債務車
  - 川崎車輛  50両 （ホキ2466 - ホキ2499、ホキ12200 - ホキ12215）
  - 日立製作所 60両 （ホキ12216 - ホキ12275）
- 1968年（昭和43年度） - 90両
- 民有車
  - 川崎車輛  30両 （ホキ12276 - ホキ12305）
  - 日立製作所 60両 （ホキ12306 - ホキ12365）
- 1969年（昭和44年度） - 135両
  - 日立製作所 135両 （ホキ12366 - ホキ12500）
- 1970年（昭和45年度）
  - 川崎重工業、富士車輌、ナニワ工機
  - 日立製作所
- 1972年（昭和47年度）
  - 川崎重工業、富士車輌、アルナ工機
  - 日立製作所
  - 1973年（昭和48年度）
  - 川崎重工業
  - 三菱重工業
- 1974年（昭和49年度）
  - 日本車輌製造
  - 日立製作所
  - 川崎重工業

## 運用の変遷
ホキ2200形は汎用性の高さから各地で使用され、昭和40年代後半は車両不足が深刻化した。国鉄では1974年（昭和49年）に本形式を追加製作して対応したほか、一部の荷主は類似仕様の車両を私有貨車として発注し使用した。
昭和53年からモータリゼーションの進展によって車扱貨物の輸送量は漸減するようになり、昭和57年、59年、60年および61年のダイヤ改正によって多くの余剰車が発生した。
1987年（昭和62年）の国鉄分割民営化直前に半数以上が廃車されて545両が日本貨物鉄道（JR貨物）に承継されたが、1991年（平成3年）度から淘汰が始まり、その後も輸送手段の切替や輸送需要そのものの消滅などが進み、1999年（平成11年）度末までには33両にまで減少した。2000年（平成12年）度に形式消滅している。

## 保存車両

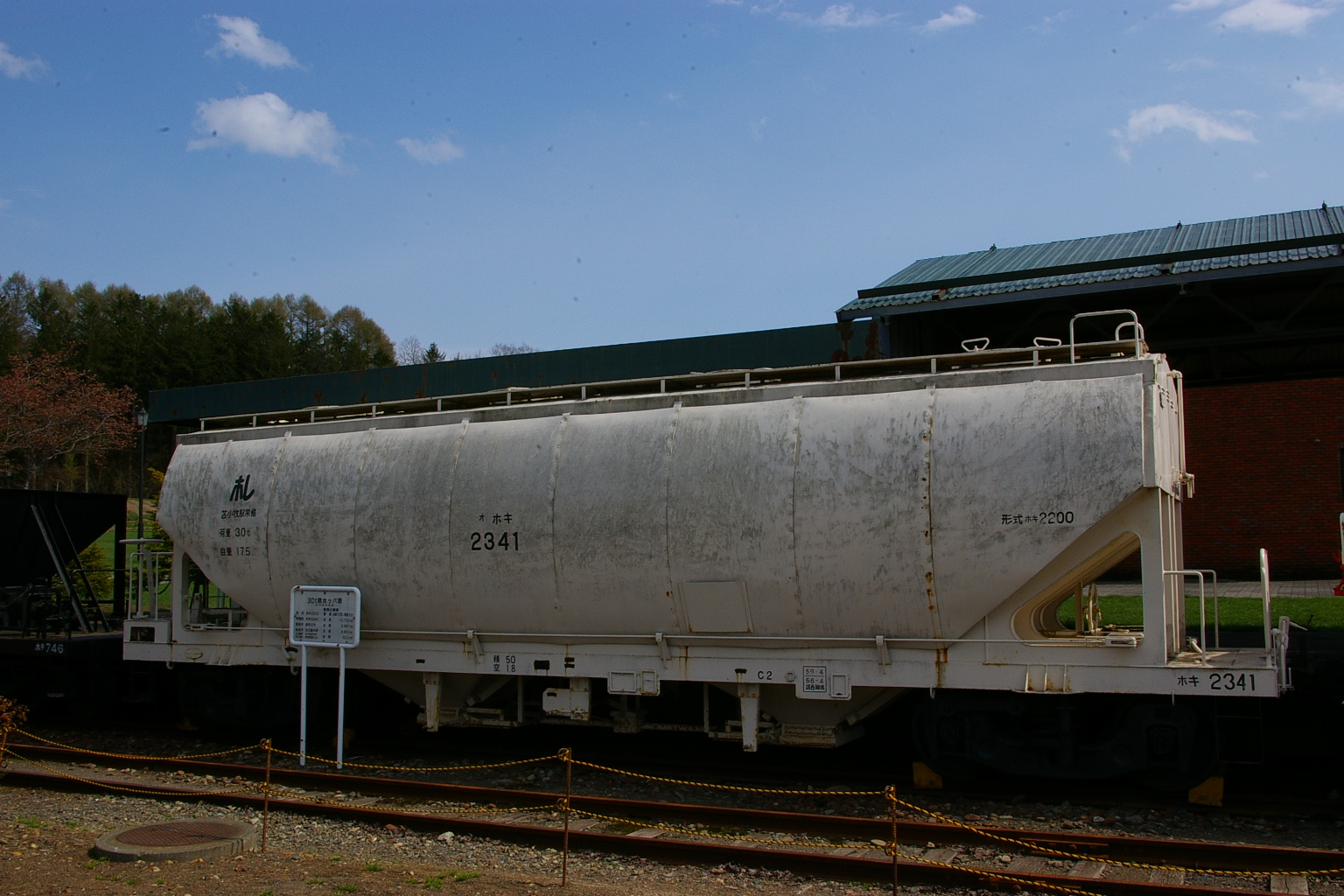
^{オ}ホキ2341（クロフォード公園の保存車）

オホキ2226 - 小樽市総合博物館（北海道小樽市）
オホキ2341 - クロフォード公園（北海道三笠市）

## 派生形式

### 農産物輸送用
ホキ8300形
トウモロコシ及びコウリヤン専用の私有貨車で、1974年（昭和49年）10月25日に17両（ホキ8300 - ホキ8316）が製作された。
所有者は全農である。
ホキ9800形
麦芽専用の私有貨車で、1972年（昭和47年）、1973年（昭和48年）、1981年（昭和56年）に55両（ホキ9800 - ホキ9854）が製作された。
所有者はキリンビールである。

### 一般粉粒体輸送用
ホキ6900形
カーボンブラック専用の私有貨車で、1964年（昭和39年）から1968年（昭和43年）にかけて14両（ホキ6900 - ホキ6913）が製作された。
所有者は旭カーボンである。
ホキ9300形
コークス粉専用の私有貨車で、1974年（昭和49年）から1985年（昭和60年）にかけて5両（ホキ9300 - ホキ9304）が製作された。
所有者は伏木海陸運送である。